# Alfred Neuland
Alfred Neuland (Valga, Imperi Rus, avui comtat de Valga, 1895 - Tallinn, Unió Soviètica 1966) fou un aixecador estonià, guanyador de dues medalles olímpiques.

## Biografia
Va néixer el 10 d'octubre de 1895 a la ciutat de Valga, població situada en aquells moments a l'Imperi Rus i que posteriorment formà part de la Unió Soviètica i actualment d'Estònia. Va morir el 16 de novembre de 1966 a la ciutat de Tallinn, població situada en aquells moments a la Unió Soviètica i que avui en dia és la capital d'Estònia.

## Carrera esportiva
Va participar, als 24 anys, en els Jocs Olímpics d'Estiu de 1924 celebrats a Anvers (Bèlgica), on va guanyar la medalla d'or en la prova masculina de pes lleuger (-67.5 kg.), esdevenint el primer campió d'aquesta categoria i establint un nou rècord olímpic en aixecar 257.5 quilos. En els Jocs Olímpics d'Estiu de 1924 realitzats a París (França) aconseguí guanyar la medalla de plata en la prova de pes mitjà (-75 kg.). Al llarg de la seva carrera guanyà una medalla d'or en el Campionat del Món d'halterofília.